# Naravni park Korab-Koritnik
Naravni park Korab-Koritnik (albansko Parku Natyror i Korab-Koritnikut) je naravni park v vzhodni Albaniji in tvori del evropskega zelenega pasu, ki služi kot umik za ogrožene živalske in rastlinske vrste. Obsega 555,5 km2 alpskega gorskega terena, z dolinami, rekami, ledeniškimi jezeri, jamami, kanjoni, gostimi iglavci in listavci. Mednarodna zveza za varstvo narave (IUCN) je park uvrstila v IV. kategorijo. Tako Koritnik kot Korab sta bila s strani Plantlifa priznana kot pomembni rastlinski območji mednarodnega pomena.
Naravni park Korab-Koritnik se začne na meji s Kosovom na severu in poteka vzdolž meje s Severno Makedonijo do gorovja Deša na jugu. Naravni park je dobil ime po gorah Korab in Koritnik. Korab je najvišji vrh Albanije in Severne Makedonije, stoji na nadmorski višini 2764 metrov. Poleg Mont Blanca je tudi eden od dveh vrhov v Evropi, ki je najvišja točka več kot ene države in tudi 18. najpomembnejši gorski vrh v Evropi. Vrh je zelo razgiban gorski masiv in je sestavljen pretežno iz skrilavcev in apnenca iz obdobja paleozoika z blokovskimi strukturami in tudi močno poškodovanih mavčnih kamnin permo triasa. Na zahodni strani gora strmo pada čez skalne stene, medtem ko je severna stran sestavljena iz skalnatih skal.
Naravni park ima zmerno vlažno celinsko podnebje z mokrimi hladnimi zimami in suhimi vročimi poletji. Zaradi velike spremenljivosti višin lahko na ozemlju najdemo bogato raznolikost podnebja, rastlinstva in živalstva. Glede na fitogeografijo park sodi v mešane gozdove Dinarskega gorovja, kopensko ekoregijo palearktičnega zmerno širokolistnega in mešanega gozda. Gozdove sestavljajo raznolike vrste listavcev in iglavcev ter velika raznolikost divjega cvetja. Rastlinje se razlikuje glede na različne nadmorske višine; hrastove gozdove od 400 do 900 metrov, iglavce in bukove gozdove z mešanimi širokolistnimi gozdovi od 1000 do 2000 metrov nad morjem. Pobočja gorskih travnikov so večinoma pokrita z grmičevjem. Najpogostejše vrste dreves v parku so: bela jelka, črni bor, balkanski bor (Pinus peuce), munika (Pinus heldreichii) in rdeči bor in črna jelša. Na spodnjih nadmorskih višinah najdemo hrastove gozdove, in tudi kraški gaber, hrasta  Quercus pubescens, Quercus trojana in maklen.
Favno predstavlja 37 vrst sesalcev. Na tem območju lahko najdemo velike sesalce, kot so rjavi medved, volk, balkanski ris (Lynx lynx balcanicus), srna, divja svinja, podlasica, kuna zlatica in navadna veverica. Vsebuje tudi različne primerne habitate, ki podpirajo veliko populacijo ptic, kot so planinski orel, divji petelin, sokol selec, kanja, kragulj, velika uharica, beloglavi jastreb, gozdni jereb in številni drugi.
- Korab
- Korab
- Koritnik
- Mali i Gramës